# Moussa N'Diaye (cestista)
Moussa Narou N'Diaye (Dakar, 21 ottobre 1934 – Dakar, 20 maggio 2021) è stato un cestista senegalese.

## Carriera
Con il Senegal ha disputato i Giochi olimpici di Città del Messico 1968.